# Berlin-Kladow
Kladow is een stadsdeel van Berlijn en behoort tot het district Spandau. 

## Ligging
De wijk Kladow grenst in het noorden aan de wijk Gatow in Spandau, in het oosten en zuidoosten aan de Havel en in het westen en zuidwesten aan de Potsdamse wijken Sacrow en Groß Glienicke in de deelstaat Brandenburg. Kladow is een van de wijken van Berlijn die zijn dorpse karakter heeft behouden. De boulevard langs het water met de haven ligt dicht bij het stadscentrum. Het onbewoonde eiland Imchen ligt in het midden van de wijk voor de oever (niet weergegeven op de kaart). 

## Geschiedenis
Het dorp werd voor het eerst gedocumenteerd als Clodow in 1267. Aanvankelijk hoorde het gebied toe aan een klooster uit Spandau, tot aan de Reformatie in 1558 toen het gebied aan Spandau toekwam. Nadat het lange tijd een landelijk gebied was begon Kladow te verstedelijken in de negentiende eeuw. In 1920 werd Kladow een deel van Groot-Berlijn als onderdeel van het district Spandau. 
In 1934/35 werd er een vliegveld aangelegd, een van de drie Berlijnse luchthavens. Na de Tweede Wereldoorlog werd dit gebied toegewezen aan Gatow. In 2003, toen het vliegveld al enkele jaren gesloten was werd het gebied terug onder gebracht in Kladow. Er is nu een militair museum. 
Sportfreunde Kladow is de plaatselijke voetbalclub, die in 1949 opgericht werd. De club speelde in de regionale Berlijnse reeksen. 
Falkenhagener Feld |
Gatow |
Hakenfelde |
Haselhorst |
Kladow |
Siemensstadt |
Spandau |
Staaken |
Wilhelmstadt